# Gellén-Miklós Gábor
Gellén-Miklós Gábor (Székesfehérvár, 1973. július 12.) költő, középiskolai tanár.

## Élete
2004-ben végzett az Eötvös Loránd Tudományegyetem Bölcsészettudományi Kar magyar szakán. Jelenleg a székesfehérvári Lánczos Kornél Gimnáziumban tanít. 
Rendszeresen publikál verseket a 2000, Alföld, Árgus, Élet és Irodalom, Holmi, Jelenkor, Műhely, Nappali ház, Új Forrás, Vigilia c. lapokban. Többször szerepelt a Magvető Könyvkiadó Szép versek című antológiasorozatában. Tagja a József Attila Körnek. 1998-ban és 2004-ben Lánczos Kornél-Szekfű Gyula Alkotói Ösztöndíjat kapott.

## Verseskötetei
- Rossz alvó. Versek, 1994-2001; JAK–Kijárat, Bp., 2002 (JAK)
- A beérés fokozatai. Versek, 2002-2011; Cédrus Művészeti Alapítvány–Napkút, Bp., 2012
- Szálazódik szét. Versek, 2012-2021; Napkút Kiadó, Bp., 2022